# Чичановская, Леся Васильевна
Леся Васильевна Чичановская (род. 4 марта 1971) — российский учёный-невролог, профессор, доктор медицинских наук, ректор ФГБОУ ВО «Тверской государственный медицинский университет» Минздрава России наук. Руководитель проекта по медицинской реабилитации пациентов с острыми нарушениями мозгового кровообращения (ОНМК).
Член совета Российского союза ректоров.
В 2015 г. под её руководством стартовал пилотный проект по медицинской реабилитации. В 2019 г. избрана ректором Тверского государственного Медицинского университета.

## Научные публикации
Автор примерно 100 научных публикаций, 28 научных работ, из них по перечню ВАК — 14. Автором 1 монографии, соавтором 4 монографий, учебно-методического пособия, а также 2 изобретений.